# Christina Paxson

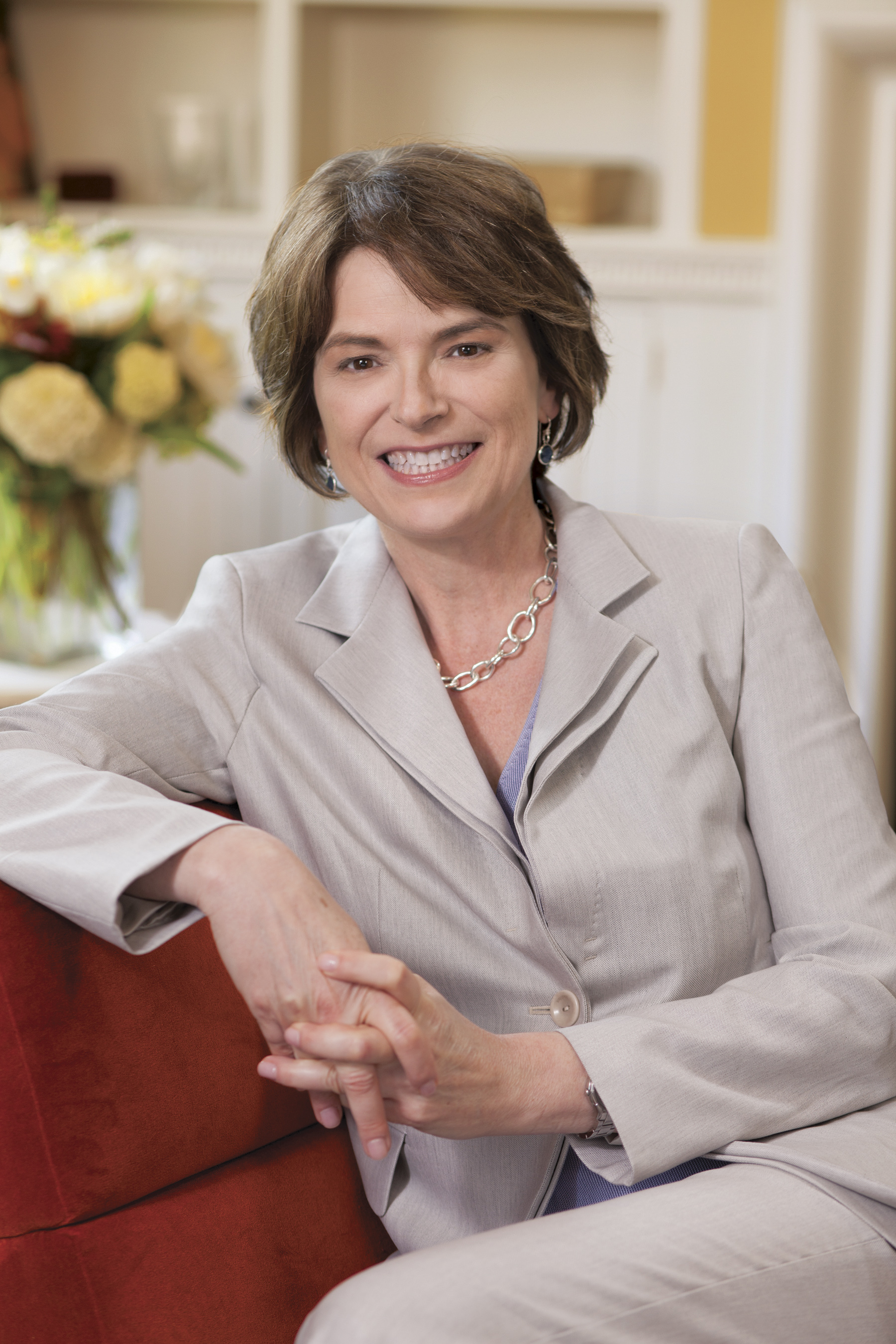
Christina Paxson (2012)

Christina Hull Paxson (* 6. Februar 1960) ist eine US-amerikanische Wirtschaftswissenschaftlerin.

## Werdegang, Forschung und Lehre
Paxson studierte zunächst am Swarthmore College, an dem sie 1982 als Bachelor of Arts graduierte. Anschließend wechselte sie an die Columbia University, wo sie an der Columbia Graduate School of Arts and Sciences 1985 ihren Masterabschluss machte und 1987 ihr Ph.D.-Studium in Wirtschaftswissenschaft bei Joseph Antonji abschloss. Anschließend ging sie als Assistant Professor an die Princeton University, ab 1994 war sie Associate Professor an der Hochschule. 1997 wurde sie zur ordentlichen Professorin berufen und nahm in der Folge verschiedene Positionen an der an der Universität angesiedelten Business Scholl Woodrow Wilson School wahr. 2012 folgte sie einem Ruf der Brown University, wodurch sie die 19. Präsidentin dieser Universität wurde. Im Februar 2017 wurde sie für weitere fünf Jahre als Präsidentin der Brown-Universität bestätigt.
Paxsons Arbeits- und Forschungsschwerpunkte liegen im Bereich der Arbeitsökonomik und Gesundheitsökonomie, den Einflussfaktoren von Gesundheit und Wohlfahrt insbesondere auf Kinder. Dabei fokussierte sie sich einerseits auf Afrika und die dortige AIDS-Problematik sowie andererseits die Auswirkungen des Hurrikans Katrina.
Paxson gehörte zwischen 1996 und 2000 zu den Herausgebern des American Economic Review, 2004 bis 2012 war sie Seniorherausgeberin des Periodikums The Future of Children.

## Ehrungen
2003 erhielt Paxson gemeinsam mit Anne Case und Darren Lubotsky den Arrow-Preis, der für herausragende Arbeiten in der Gesundheitsökonomie vergeben wird. 2017 wurde sie in die American Academy of Arts and Sciences gewählt. 2018 wurde ihr eine Ehrendoktorwürde des Williams College verliehen.